# Epicephala venenata
Epicephala venenata là một loài bướm đêm thuộc họ Gracillariidae. Nó được tìm thấy ở Đài Loan.